# Marta Tienda
Marta Tienda (* 1950) ist eine US-amerikanische Soziologin und Professorin für Demografische Studien und Soziologie an der Princeton University. Sie amtiert seit Juni 2021 als Präsidentin der American Academy of Political and Social Science (AAPSS).
Tienda machte 1972 ein Bachelor-Examen für Spanischunterricht an der Michigan State University und legte an der University of Texas at Austin den Master-Abschluss und die Promotion in Soziologie ab (1975 und 1977). Bevor sie 1997 an die Princeton University kam, war sie Professorin am Department of Rural Sociology der University of Wisconsin–Madison (1983–1989) und an der University of Chicago (1987–1997). 1993 wurde sie in die American Academy of Arts and Sciences gewählt.
Tienda gehört seit 1999 zum Stiftungsrat der Jacobs Foundation. 

## Schriften (Auswahl)
- Als Herausgeberin: Africa on the move. African migration and urbanisation in comparative perspective. Wits University Press, Johannesburg 2006, ISBN 9781868144327.
- Als Herausgeberin mit Michael Rutter: Ethnicity and causal mechanisms. Cambridge University Press, Cambridge/New York 2005.
- Als Herausgeberin mit Guadalupe González: The Drug connection in U.S.-Mexican relations. Center for U.S.-Mexican Studies, University of California, San Diego 1989; ISBN 0935391940.
- Als Herausgeberin mit Gary D. Sandefur: Divided opportunities. Minorities, poverty, and social policy. Plenum Press, New York 1988, ISBN 0306428768.